# Lucy Weston Pickett
Lucy Weston Pickett (* 19. Januar 1904 in Beverly, Massachusetts; † 23. November 1997 in Bradenton, Florida) war eine US-amerikanische Chemikerin  und Hochschullehrerin.  Sie war Mary-Lyon-Professorin am Mount Holyoke College.

## Leben und Werk

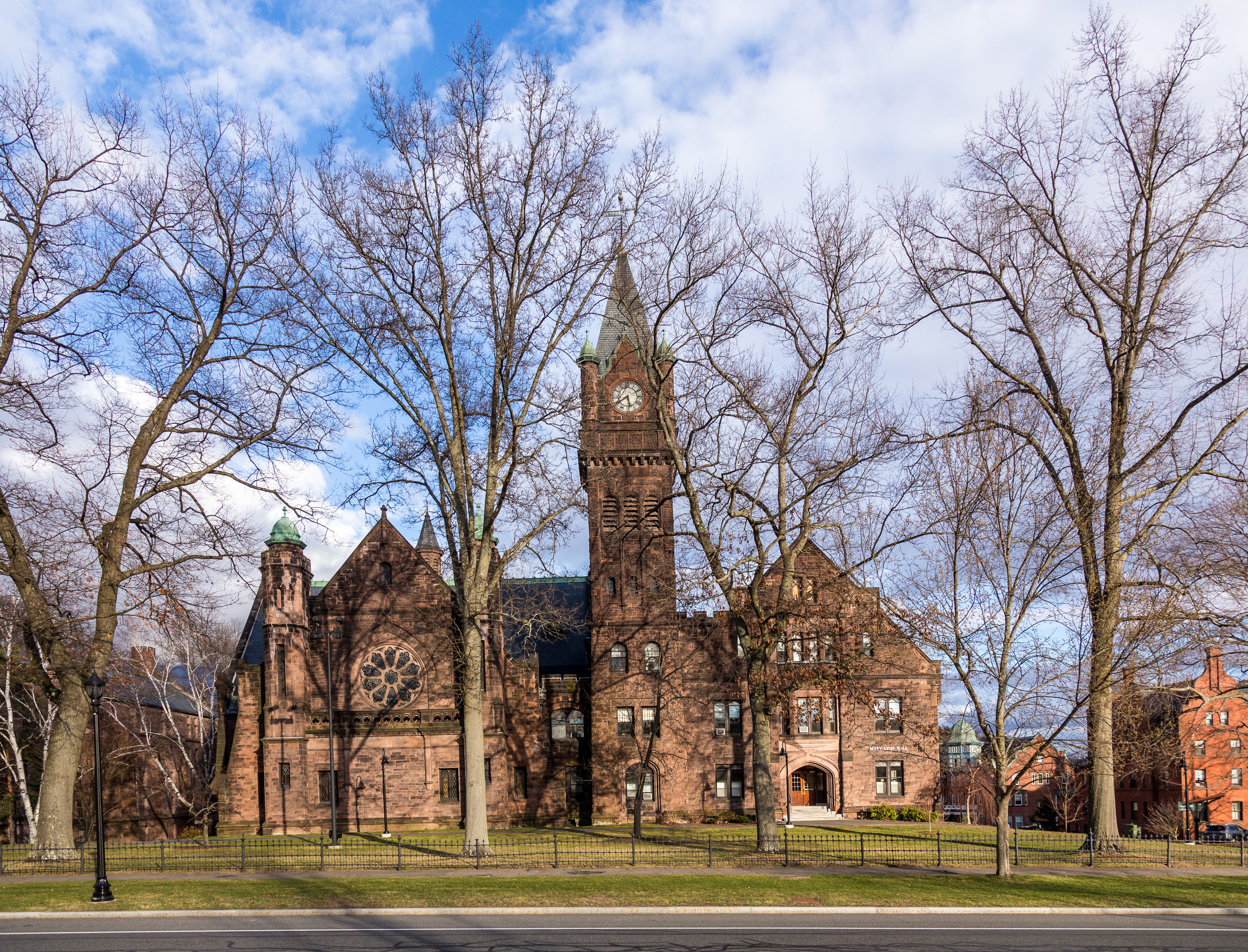
Mary Lyon Hall am Mount Holyoke College

Pickett war die Tochter der Grundschuldirektorin Lucy Weston und des Seemanns George Ernest Pickett. Sie besuchte die High School in Beverly und studierte ab 1921 am Mount Holyoke College in South Hadley, Massachusetts.
1925 schloss sie dort ihr Studium sowohl in Chemie als auch in Mathematik mit summa cum laude ab. 1927 erhielt sie einen Master-Abschluss und unterrichtete bis 1928 am Coucher College. Sie promovierte 1930 an der University of Illinois mit dem Hauptfach Analytische Chemie und den Nebenfächern Physikalischer Chemie und Physik. In ihrer Dissertation erforschte sie die Auswirkungen von Röntgenstrahlen auf chemische Reaktionen und die Röntgenstruktur von organischen Verbindungen.
Sie unterrichtete von 1930 bis zu ihrer Pensionierung 1968 am Mount Holyoke College. Von 1932 bis 1933 forschte sie mit dem Röntgenkristallographen und Nobelpreisträger Sir William Henry Bragg an der Royal Institution in London. Da das Mount Holyoke College bei ihrer Rückkehr nicht über die notwendige Ausrüstung für die Arbeit in der Röntgenkristallographie verfügte, forschte sie mit ihren Kolleginnen Emma P. Carr und Mary Lura Sherrill auf dem Gebiet der Spektroskopie. 1939 arbeitete sie mit einem Stipendium der Educational Foundation bei Victor Henri an der Universität Lüttich, Belgien, und bei George Kistiakowsky an der Harvard University.  1942 nahmen Pickett und Carr an einer von Robert Mulliken organisierten Konferenz über Spektroskopie in Chicago teil. 1945 wurde sie Professorin für Chemie und von 1947 bis 1948 war sie Gastprofessorin an der University of California, Berkeley und arbeitete einen Monat zusammen mit Linus Pauling. 1952 arbeitete sie mit Mulliken an theoretischen Interpretationen des Spektrums des Areniumion.  1955 erhielt sie den Camille- und Henry-Dreyfus-Lehrstuhls für Chemie und 1958 wurde sie zur ersten Mary Lyon Professorin in Chemie ernannt.
Ihre Forschung zur Ultraviolett-Absorptionsspektroskopie organischer Moleküle wurde durch Zuschüsse des Office of Naval Research, der National Science Foundation, des Petroleum Research Fund der American Chemical Society und anderer Organisationen unterstützt.

## Veröffentlichungen (Auswahl)
- The effect of X-rays on chemical reactions. An X-ray study of the structure of organic compounds.

## Ehrungen
- 1955: Fellow der American Academy of Arts and Sciences
- 1957: Garvan-Olin-Medaille, American Chemical Society
- 1958: Ehrendoktorwürde des Ripon College (Wisconsin)
- 1975: Ehrendoktorwürde Mount Holyoke College[1]
- Nach ihrer Pensionierung wurde am Mount Holyoke College die The Lucy Pickett Lectureship einrichtet[2]